# Jean-Claude Leclercq

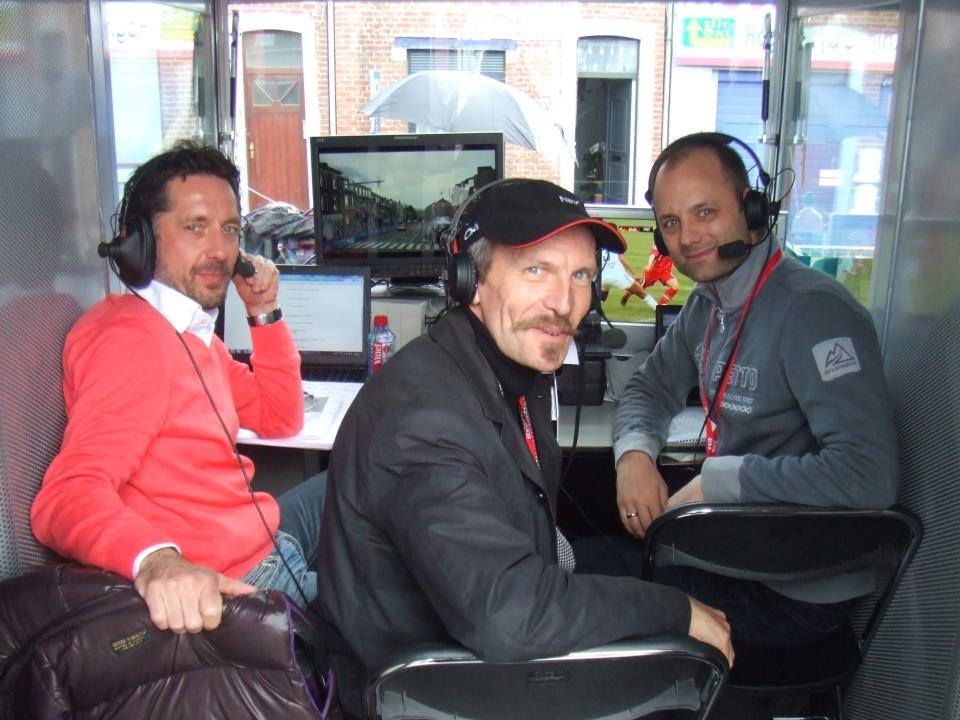
Jean-Claude Leclercq (M.) als Kommentator von Eurosport bei Lüttich-Bastogne-Lüttich 2012 mit Karsten Migels (l.) und Andreas Schulz

Jean-Claude Leclercq (* 22. Juli 1962 in Abbeville) ist ein ehemaliger französischer Radrennfahrer, Nationaltrainer des Schweizer Radsportverbands und derzeitiger Radsportkommentator.

## Werdegang
Leclercq begann seine Profikarriere 1984 und fuhr zunächst für Radsportteams von Jean de Gribaldy. Zu seinen größten Erfolgen gehört der Gewinn der Französischen Straßenmeisterschaft 1985 und der Sieg beim Klassiker Wallonischer Pfeil 1987. Außerdem wurde er 1990 Zweiter bei Lüttich–Bastogne–Lüttich, einem der fünf Monumente des Radsports. Er beendete seine Karriere 1993.
Von 2001 bis 2004 war er Nationaltrainer und Technischer Direktor des Schweizer Verbandes Swiss Cycling. Er war viele Jahre lang als Radsport-Kommentator beim Schweizer Fernsehen tätig und wechselte 2010 zur deutschsprachigen Ausgabe des internationalen Senders Eurosport.

## Nationalität
Jean-Claude Leclercq wurde 1962 im nordfranzösischen Abbeville geboren. 1967 zog er mit seinen Eltern in die Deutschschweiz, wo er aufwuchs. Leclercq bezeichnet Schweizerdeutsch als seine Muttersprache. Da er aber Franzose war, bestritt er jeweils die französischen Meisterschaften. 2018 erwarb Leclercq im aargauischen Endingen die Schweizer Staatsbürgerschaft.

## Erfolge
1985
- Französische Straßenmeisterschaft

1986
- eine Etappe Tour de Suisse
- Französische Straßenmeisterschaft

1987
- La Flèche Wallonne

1990
- zwei Etappen Tirreno–Adriatico

1991
- Prolog Tour de Suisse
- eine Etappe Critérium International
- eine Etappe Tour de Romandie
- Chur-Arosa

1992
- eine Etappe Critérium du Dauphiné Libéré

## Grand-Tour-Platzierungen
| Grand Tour            | 1984 | 1986 | 1987 | 1988 | 1989 | 1990 | 1992 | 1993 |
| --------------------- | ---- | ---- | ---- | ---- | ---- | ---- | ---- | ---- |
| Vuelta a EspañaVuelta | WD   | –    | –    | –    | –    | –    | –    | –    |
| Giro d’ItaliaGiro     | –    | –    | –    | –    | –    | –    | –    | DNF  |
| Tour de FranceTour    | –    | 56   | 50   | 58   | 68   | 139  | DNF  | –    |